# 太平店站
太平店站是一个汉丹线上的铁路车站，位于湖北省襄樊市襄阳区太平店镇，建于1962年，目前为四等站，邮政编码为441131。目前客运：办理旅客乘降；不办理行李、包裹托运；货运：仅办理专用线、专用铁道铁道整车货物发到。